# Share My World
Share my world è il terzo album della cantante statunitense Mary J. Blige pubblicato nel 1997. Oltre ad essere il primo album dell'artista ad aver raggiunto la vetta della Billboard Hot 100, è anche quello che ha venduto di più in patria, con oltre 4 milioni di copie.

## Tracce
1. Intro
2. I can love you (feat. Lil' Kim)
3. Love is all we need (feat. Nas)
4. Round and round
5. Share my world (Interlude)
6. Share my world
7. Seven days (feat. George Benson)
8. It's on (feat. R. Kelly)
9. Thank you Lord (Interlude)
10. Missing you
11. Everything
12. Keep your head
13. Can't get you off my mind
14. Get to know you better
15. Searching
16. Our love
17. Not gon' cry (bonus track)
18. (You make me feel like a) Natural woman (bonus track)

- Love is all we need feat. Sottotono (The Sottotono Remix) incluso nell'edizione italiana di Share my world

## Singoli estratti
- Love Is All We Need (feat. Nas)
- I Can Love You (feat. Lil' Kim) (solo USA)
- Everything
- Seven Days (feat. George Benson)
- Missing You (solo Regno Unito)